# Latvia International 2023
Die Latvia International 2023 im Badminton fanden vom 30. August bis zum 4. September 2023 in der lettischen Hauptstadt Riga statt.

## Sieger und Platzierte
| Disziplin    | Gold                            | Silber                                | Bronze                             |
| ------------ | ------------------------------- | ------------------------------------- | ---------------------------------- |
| Herreneinzel | Aria Dinata                     | Daniil Dubovenko                      | Sacha Leveque                      |
| Herreneinzel | Aria Dinata                     | Daniil Dubovenko                      | Valentin Singer                    |
| Dameneinzel  | Irina Amalie Andersen           | Dounia Pelupessy                      | Lucie Krulová                      |
| Dameneinzel  | Irina Amalie Andersen           | Dounia Pelupessy                      | Anna Tatranova                     |
| Herrendoppel | Marvin Datko Jarne Schlevoigt   | Baptiste Labarthe Tom Lalot Trescarte | Kristjan Kaljurand Raul Käsner     |
| Herrendoppel | Marvin Datko Jarne Schlevoigt   | Baptiste Labarthe Tom Lalot Trescarte | David Eckerlin Simon Krax          |
| Damendoppel  | Kati-Kreet Marran Helina Rüütel | Amelie Lehmann Marie Sophie Stern     | Elin Öhling Elin Ryberg            |
| Damendoppel  | Kati-Kreet Marran Helina Rüütel | Amelie Lehmann Marie Sophie Stern     | Selin Hübsch Cara Siebrecht        |
| Mixed        | Tom Lalot Trescarte Elsa Jacob  | David Eckerlin Amelie Lehmann         | Rubén García Lucía Rodríguez       |
| Mixed        | Tom Lalot Trescarte Elsa Jacob  | David Eckerlin Amelie Lehmann         | Baptiste Labarthe Camille Pognante |